# Bitola métrica

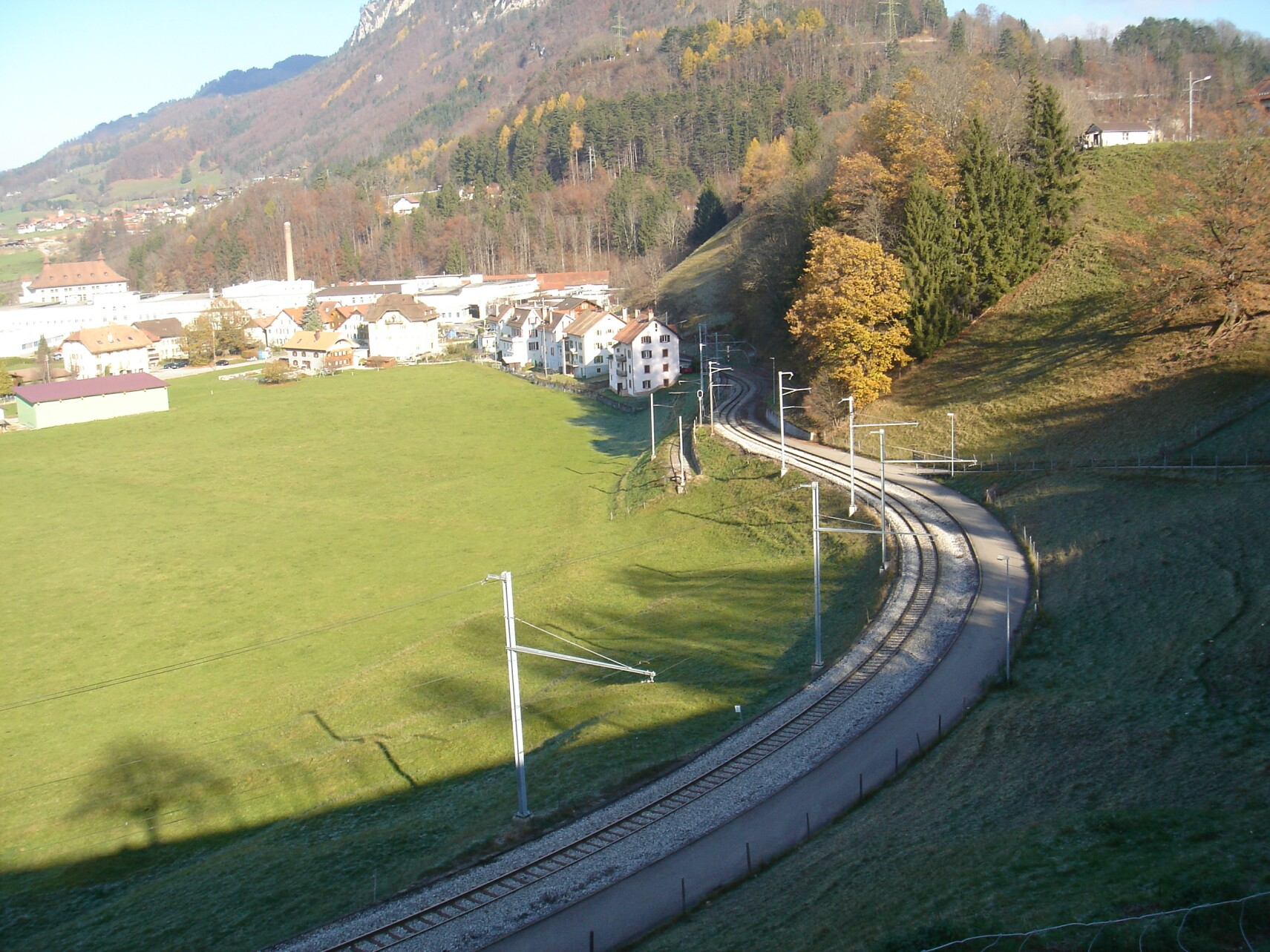
Trilhos de bitola métrica (1.000 mm).

Bitola métrica é a denominação que se dá às ferrovias cuja bitola seja igual a 1.000 mm (1 m), sendo portanto mais estreita que a bitola internacional (de 1.435 mm).
A bitola métrica é usada em várias regiões, entre outros:
- Europa:
  - Portugal: utilizada nas linhas do Vouga e do Tua, geridas pela Infraestruturas de Portugal
  - Espanha: utilizada pela RENFE-FEVE
- América do Sul:
  - Brasil: A bitola métrica no Brasil representa 23.489 km de trilhos, contra 4.057 km em bitola irlandesa (1.600 mm) e 202,4 km em bitola internacional. Existem também 336 km em bitola mista, que compartilham as bitolas métrica e irlandesa.

## Comparações
Os custos de construção favorecem a adoção de bitolas estreitas. Quanto menor a distância entre os trilhos, menores os custos de construção da via, por causa do menor volume de lastro, do menor tamanho dos dormentes e da menor largura das pontes e viadutos. Os aterros e cortes também são menores, o que reduz a quantidade de terra movimentada. A menor distância entre os trilhos permite ainda que sejam construídas curvas mais acentuadas, o que, por sua vez, contribui para diminuir o tamanho dos aterros e cortes. Portanto, quanto mais inclinado o terreno através do qual a ferrovia é construída, maiores os custos relativos da bitola larga.
As bitolas estreitas são um limitante para ferrovias de passageiros de altas velocidades, pois nesse caso a estabilidade lateral dos trens é muito importante. Os trens de carga não adquirem velocidades tão elevadas, pois o valor do tempo é bem menor para cargas em relação a passageiros e, por isso, o tamanho da bitola não tem, em geral, importância fundamental. Isso pode ser observado em ferrovias de bitola métrica de alto desempenho, como a Estrada de Ferro Vitória a Minas (EFVM), no Brasil. Podemos observar alguns exemplos de ferrovias, como a Estrada de Ferro Vitória a Minas (EFVM), que embora seja em bitola métrica, apresenta grande capacidade no transporte de cargas, transportando mais de 120 milhões de toneladas por ano, o que a coloca entre as 10 mais eficientes do planeta.
A bitola larga permite utilização de vagão maior que a métrica, portanto tem maior capacidade de carga, além de permitir maior velocidade no transporte devido a estabilidade das locomotivas principalmente nas curvas. Para a implantação de bitola larga existe maiores custos devido a quantidade de material utilizado, abertura de vias de passagem e pontes largas.

Comparação de bitolas estreitas com mais largas (1.435 mm e 1.600 mm):
Vantagens:
- Curvas de menor raio;
- menor largura em aterros, cortes, terraplenos e obras de arte;
- menor consumo de lastro;
- menor consumo de dormentes;
- menor resistência à tração e a inércia;
- material rodante sensivelmente mais barato.

Desvantagens:
- Menor capacidade de tráfego;
- menor velocidade e estabilidade;
- conversão de material de tração importado com limitações.

No transporte de passageiros a bitola larga tem melhor desemprenho considerando que a velocidade é fator diferencial no transporte. Para o transporte de cargas o valor do tempo é relativamente menor se comparado ao de passageiros, sendo que a medida da bitola não tem grande impacto visto que trens de carga se movimentam em velocidades menores.
Mas uma desvantagem comprovada da bitola métrica seria o fato de os motores de tração (motores que movem os eixos da locomotiva de sistema Diesel-elétrico) estarem fisicamente limitados ao espaço entre os trilhos e tal limitação gira em torno dos 500 hp/eixo. Enquanto isso, a bitola irlandesa não possuiria essa limitação, pois pode usar os mesmos motores de tração da bitola padrão internacional (1.435 mm). A capacidade de maior tonelagem nos vagões, e por conseguinte nos trens, fica limitada aos vagões e ao peso linear dos trilhos.
O uso de diferentes bitolas em um mesmo território pode ainda causar sérios gargalos logísticos, com vagões sendo impedidos de trafegar em determinadas linhas. Esta ruptura de bitola geralmente leva a operações de transbordo de carga, aumentando significativamente o tempo de transporte, motivo pelo qual a conversão de bitola é realizada em muitos países, visando a padronização de suas linhas férreas.